# Zhangshui (köpinghuvudort i Kina, Zhejiang Sheng, lat 29,82, long 121,30)
Zhangshui (kinesiska: 章水, 章水镇) är en köpinghuvudort i Kina. Den ligger i provinsen Zhejiang, i den östra delen av landet, omkring 120 kilometer sydost om provinshuvudstaden Hangzhou. Antalet invånare är 19 436. Befolkningen består av 9 790 kvinnor och 9 646 män. Barn under 15 år utgör 7,0 %, vuxna 15-64 år 74 %, och äldre över 65 år 18,0 %.
Runt Zhangshui är det tätbefolkat, med 427 invånare per kvadratkilometer. Närmaste större samhälle är Gulin, 12,7 km öster om Zhangshui. I omgivningarna runt Zhangshui växer i huvudsak blandskog.
Genomsnittlig årsnederbörd är 1 996 millimeter. Den regnigaste månaden är juni, med i genomsnitt 338 mm nederbörd, och den torraste är januari, med 70 mm nederbörd.